# Tonický šíjový reflex
Tonický šíjový reflex je u novorozenců a kojenců reflex, který koordinuje napětí šíje a končetin. Podle toho, zda působí na pravou i levou končetinu stejně nebo nestejně, rozlišuje se symetrický a asymetrický tonický šíjový reflex.

## Symetrický tonický šíjový reflex (STŠR)
Objevuje se přibližně v půl až třičtvrtě roce života dítěte, před tím, než je dítě připraveno lézt. Pokud dítě skloní hlavu, ruce se pokrčí a nohy natáhnou. Naopak, pokud hlavu zvedne, natáhnou se ruce a nohy se pokrčí. Reflex vymizí obvykle do prvního roku života.

## Asymetrický tonický šíjový reflex (ATŠR)
Někdy se také chybně zaměňuje s fyziologickou polohou šermíře (6.týden). Pokud má dítě v poloze na zádech hlavičku otočenou na jednu stranu, dojde na této straně, kde má dítě bradu, k extenzi (natažení) končetin. Na opačné straně dojde naopak k flexi (pokrčení) končetin.
ATŠR se u dětí objevuje již okolo 18. týdne těhotenství a jeho první úloha se objevuje při porodu, kdy si dítě hledá cestu ven z dělohy. Reflex předznamenává koordinaci oko-ruka. Dítě má ruku, ve které drží hračku a na kterou se dívá, nataženou, dítě je tak chráněno před šilháním. Reflex v tomto případě pomáhá fixovat pohled. Další podstatnou úlohou tohoto reflexu je otáčení hlavičky na stranu při poloze na bříšku, což dítě chrání před možným udušením. Dochází ke zlepšování svalového tonusu dítěte.
ATŠR u dětí vymizí okolo šestého měsíce věku, následně oko a ruka pracují i nezávisle na sobě.